# سمندرک
سَمَندَرَک جانوری آب‌زی و دوزیست از خانواده سمندران است.
سمندرک‌ها نسبتاً کوچک‌تر از بسیاری از سمندرها هستند و آمریکای شمالی، اروپا و آسیا زندگی می‌کنند. سمندرک‌های بالغ بدنی شبیه به مارمولک دارند و ممکن است کاملاً آبزی باشند یا اینکه در خشکی زندگی کنند و و هر سال برای تولید مثل به آب بازگردند.